# Anton Łusznikow
Anton Łusznikow (ur. 1979) – rosyjski skoczek narciarski, brązowy medalista zimowej uniwersjady.
W lutym 1997 roku wystąpił na mistrzostwach świata juniorów w Calgary. W konkursie indywidualnym zajął 54. miejsce, a drużynowo był 16. W kwietniu tego roku wystartował w zawodach Pucharu Kontynentalnego w Rovaniemi i zajął w nich 50. miejsce.
W styczniu 1999 roku wziął udział w zimowej uniwersjadzie w Szczyrbskim Jeziorze. Zdobył brązowy medal w konkursie drużynowym, uzyskując 70 oraz 75 m. Wraz z nim w rosyjskim zespole wystąpili Artur Chamidulin, Dmitrij Wasiljew i Igor Iwanow.